# Frans Geffels

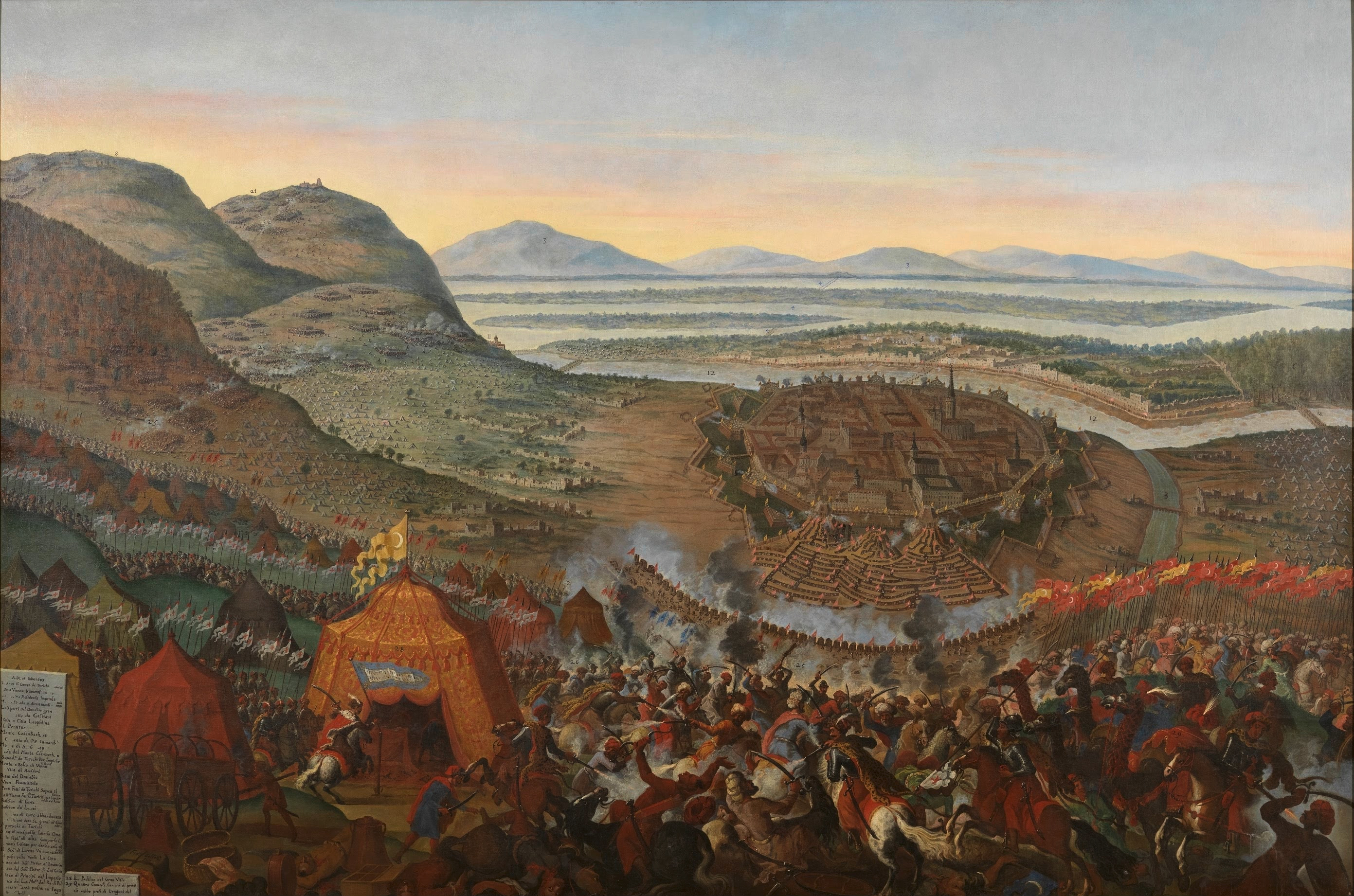
Entsatzschlacht von Wien 1683

Frans Geffels (Anversa, 1625 – 1694) è stato un architetto e pittore fiammingo, importante e versatile personalità del barocco.

## Biografia
Giunse a Mantova verso il 1659. probabilmente chiamato dal conterraneo Daniel van den Dyck che, morto nel 1663, Geffels sostituì come prefetto delle fabbriche ducali gonzaghesche, voluto in questo ruolo da Carlo II di Gonzaga-Nevers.

## Attività come architetto a Mantova
- Chiesa di San Martino
- Casa del Rabbino, anno di costruzione il 1680
- Palazzo Sordi, progetto e direzione dei lavori dal 1680
- Palazzo Valenti Gonzaga, progettazione e trasformazione in stile barocco del palazzo cinquecentesco conclusa nel 1677

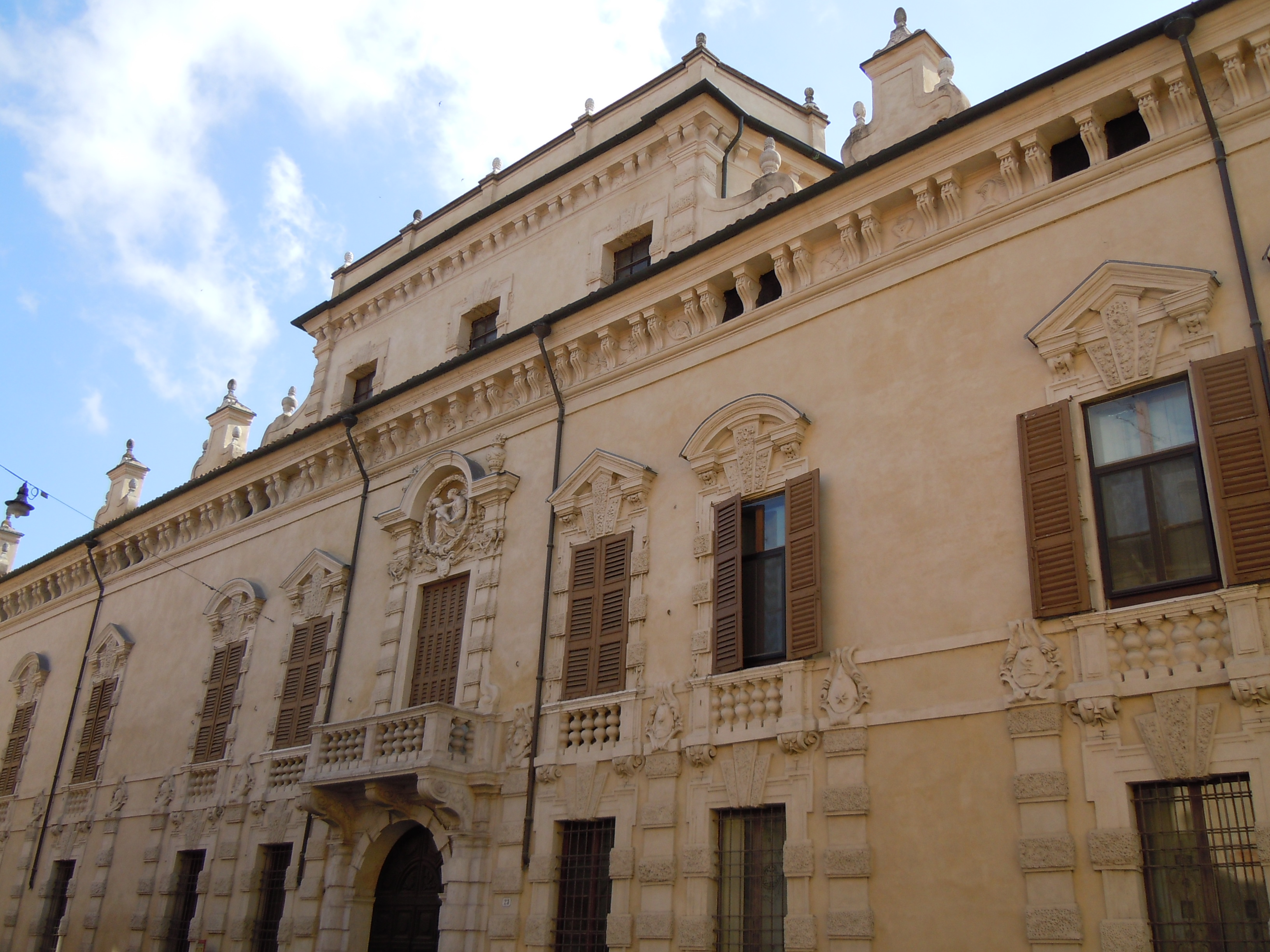
Mantova, palazzo Sordi

## Opere pittoriche
- Ritratto di Ferdinando Carlo Gonzaga di Nevers, olio su tela, cm 98x82, Palazzo d'Arco, Mantova
- Battaglia al Kahlenberg 1683[1], (1688), olio su tela, 184 x 272 cm, Museum der Stadt Wien, Vienna
- Pala dell'Altare della Dottrina Cristiana nella Chiesa di San Martino in Mantova
- Affreschi in Palazzo Valenti Gonzaga a Mantova